# Tripsacinae
Tripsacinae je podtribus trava od dva roda, dio tribusa Andropogoneae. Postoji nekoliko rodova od kojih je najznačajniji kukuruz (Zea), dok je ime došlo po rodu tripsakum (Tripsacum), mirisnim trajnicama iz Sjeverne i Južne Amerike, među kojima je poznatija vrsta gama trava (Tripsacum dactyloides).
Rodovi kukuruz i tripsakum rašireni su po Americi.

## Rodovi
1. Tripsacum L.
2. Zea L.